# Голос любви
Голос любви (фр. Aline) — франко-канадский драматический фильм, снятый режиссером Валери Лемерсье и выпущенный в 2021 году. Сам фильм является полубиографией известной певицы Селин Дион с изменением имён.
Лемерсье играет Алин на каждом этапе ее жизни, начиная с детства и заканчивая средним возрастом, её тело и лицо были адаптированы в цифровом виде. Однако пение исполняет французская певица Виктория Сио.

## Сюжет
Супруги Дьё, увлекающиеся музыкой, завели 14 детей, последнюю из которых назвали Али́н (прототип Селин Дион). Алин своим пением обзаводится популярностью и становится известной певицей. Вскоре Алин влюбляется в своего продюсера — Ги-Клод Камар (прототип Рене Анжелил), который значительно старше её, из-за чего их отношений стала опасаться мать Алин.

## Критика
На сайте агрегатора отзывов Rotten Tomatoes имеет отметку в 86% из 7 положительных отзывов со средним рейтингом 8,00/10. На AlloCiné фильм имеет средний рейтинг 4,1/5, основанный на 35 отзывах прессы.